# MU (spoorwegrijtuig)
De MU-slaaprijtuigen betreft een serie slaaprijtuigen uit eind jaren 60 van de 20ste eeuw. In totaal werden er door de verschillende Europese spoorwegbedrijven ongeveer 100 MU-slaaprijtuigen aangeschaft. Hiervan kwam een vijftal rijtuigen onder beheer van de NMBS. Ook de Nederlandse Spoorwegen maakte gebruik van deze slaaprijtuigen en had een zestiental rijtuigen van de Wagons-Lits ook opgenomen in de eigen nummering.

## Tweede leven
Na buitendienststelling bij de Belgische spoorwegen gingen de vijf naar EETC. De vijf slaaprijtuigen zijn in 2005 doorverkocht aan de Griekse spoorwegen. Uiteindelijk kregen zij daar de UIC-nummers 61 73 72 71 301 - 305.